# Open Barletta 2004
L'Open Barletta 2004 è stato un torneo di tennis facente parte della categoria ATP Challenger Series nell'ambito dell'ATP Challenger Series 2004. Il torneo si è giocato a Barletta in Italia dal 29 marzo al 4 aprile 2004 su campi in terra rossa.

## Vincitori

### Singolare
Nicolás Almagro ha battuto in finale  Tomas Behrend con il punteggio di 7–5, 6–2

### Doppio
Marc López /  Fernando Vicente hanno battuto in finale  Jaroslav Levinský /  David Škoch con il punteggio di 7–6(6), 4–6, 6–4